# Andromeda (музичка група)
Андромеда (у оригиналу Andromeda) је име шведског прогресив метал бенда. Бенд је основан 1999. године. Њихови текстови углавном говоре о унутрашњим немирима и реминисцентним размишљањима као и о односима - везама, из перспективе првог лица.
Укупно имају пет студијских албума, као и два уживо снимљена DVD-а. Постоје две верзије њиховог првог албума Extension of the Wish. Прва верзија на којој је вокалне деонице певао њихов први певач Lawrence Mackrory. На другој верзији су коришћене исте инстуметалне деонице док је вокале урадио нови певач David Fremberg.

## Састав
- -{Johan Reinholdz - Гитара
- David Fremberg - Вокал
- Thomas Lejon - Бубњеви
- Martin Hedin - Клавијатуре
- Fabian Gustavsson - Бас}-

### Претходни чланови
- -{Lawrence Mackrory - Вокал
- Gert Daun - Бас
- Jakob Tanentsapf - Бас}-

## Дискографија
- -{Extension of the Wish (Demo, 2001)
- II=I (Two Is One) (2003)
- Extension of the Wish - Final Extension (2004)
- Chimera (24. јануар 2006. )
- Playing Off the Board (Уживо DVD) (2007, Metal Mind Productions)
- The Immunity Zone (2008)
- Manifest Reality (2011)
- Crash Course (еп) (2013)}-
- Live in Vietnam (Уживо DVD) (2016, Andromeda Rec.)